# Landek
Landek je naselje v Občini Vojnik.

## Prebivalstvo
Etnična sestava 1991:
- Slovenci: 72 (98,6 %)
- Hrvati: 1 (1,4 %)